# Anomaloglossus mitaraka
Anomaloglossus mitaraka — вид жаб родини Aromobatidae. Описаний у 2019 році.

## Поширення
Вид поширений у тропічних дощових лісах Гвіанського нагір'я (Французька Гвіана, Суринам, північ Бразилії).

## Опис
Самці завдовжки 18.2-19.3 мм, самиці 19-21 мм. Забарвлення темно-коричневе з дорсолатеральною смужкою, яка біля паху стає жовтого кольору. Спина з бородавками. Бічна смуга темно-коричнева, верхня губа з невеликими білими плямами, боки білі спереду, а помаранчеві — ззаду з невеликими білими плямами. Горло біле вкрите меланофорами; живіт спереду білий, помаранчевий ззаду, вентральні поверхні стегон і лап помаранчеві.

## Спосіб життя
Жаба трапляється на лісовій підстилці неподалік струмків. Пуголовки частину свого життя проводять на спині самця. Для цього у них є спеціальні присоски на роті. Самець охороняє і транспортує їх.